# Libušín (Pustevny)
Chata Libušín se nachází v Beskydech na Pustevnách v katastru obce Prostřední Bečva. Je dílem slovenského architekta Dušana Samo Jurkoviče a pojmenována k poctě české kněžny Libuše. Roku 1995 byla prohlášena národní kulturní památkou. Na jaře roku 2014 došlo k ničivému požáru a utrpěla vážné škody. Posléze byly zahájeny kroky k její postupné obnově a slavnostně byla znovuotevřena 30. července 2020.

## Historie
Na architektonickém návrhu sousedních roubenek Libušín a Maměnka, realizovaném ve stylu lidové secese, začal Jurkovič pracovat v roce 1897 na zakázku Pohorské jednoty Radhošť. Obě chaty, zvané útulny, byly slavnostně otevřeny 6. srpna 1899. Jejich výstavba stála 82 433 rakouských korun.

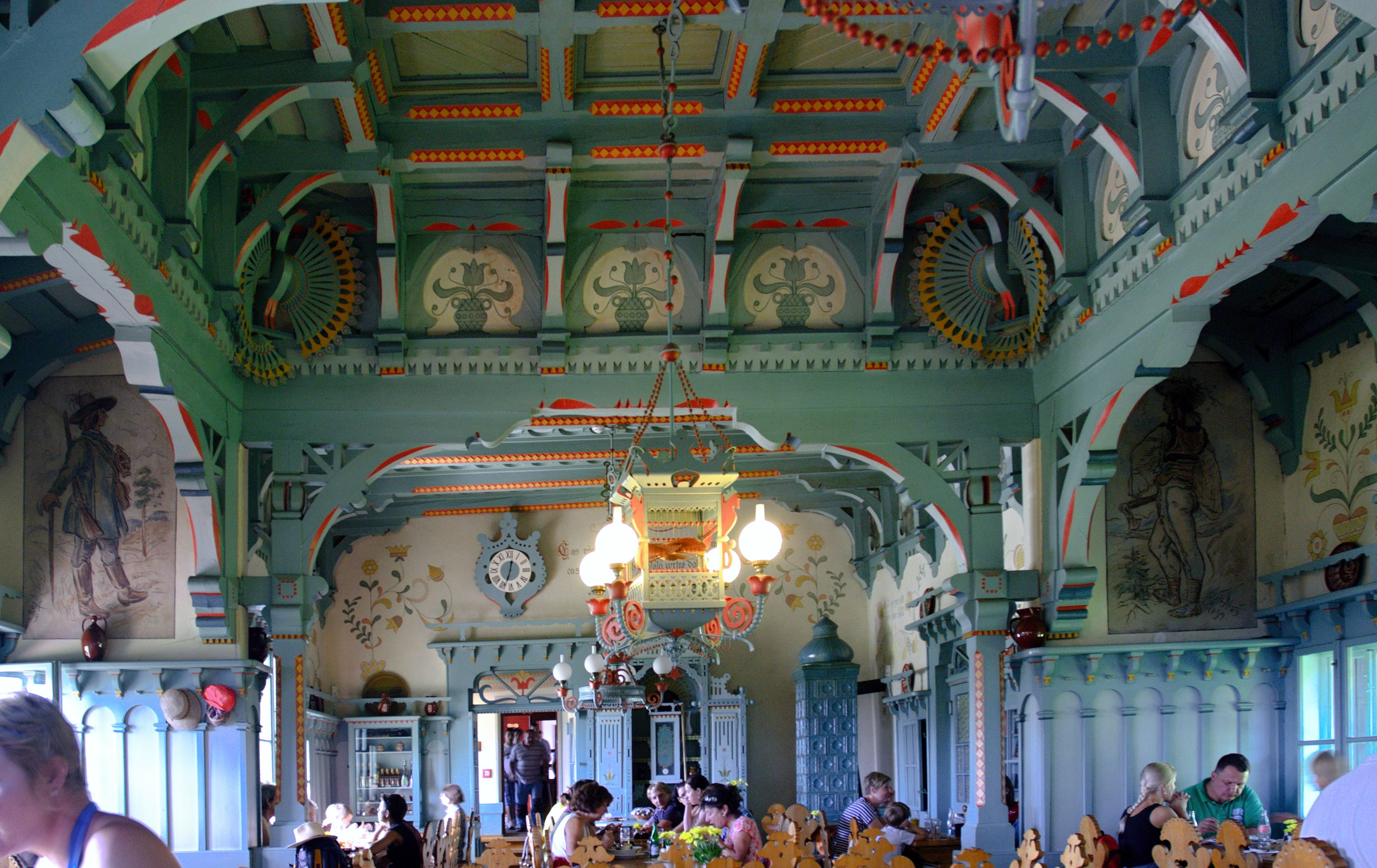
Původní interiér jídelny

Na výzdobě Libušína se nepřímo podílel i malíř Mikoláš Aleš (1852–1913), když akademický malíř Karel Štapfer interiéry vymaloval podle Alšových kreseb boha Radegasta, portáše Stavinohy a dvou zbojníků. Nechyběl ani sv. Václav s praporcem.
V roce 1924 byla realizována dostavba pojmenovaná podle stavitele Aleše Parmy – Parmova přístavba, a v roce 1925 byla v zadním traktu postavena kuchyně.
V červnu 1928 obě útulny navštívil prezident T. G. Masaryk. Přenocoval však ve známém hotelu Tanečnice. Během 2. světové války o ně neúspěšně usiloval berlínský turistický spolek Kraft durch Freude (KdF) a v závěru války byly zpustošeny, když sloužily pro ubytování maďarských asistenčních oddílů i Hitlerjugend. V roce 1947 na Pustevny přijel již téměř osmdesátiletý Dušan Jurkovič (v prosinci téhož roku zemřel) a přimlouval se za jejich zachování. V roce 1950 byla Pohorská jednota Radhošť zrušena a stavby přešly do majetku státu. V 80. letech již byly silně zchátralé a v roce 1994 se Libušín nacházel v havarijním stavu.
O rok později, v roce 1995, získalo právo na hospodaření s Libušínem i Maměnkou Valašské muzeum v přírodě v Rožnově pod Radhoštěm. Ve stejném roce byly stavby na Pustevnách prohlášeny za národní kulturní památky. Následující rok – 1996, byla zahájena generální rekonstrukce, která trvala do roku 1999 a vyžádala si investice za 25 milionů korun. Ve stejném roce byl Libušín slavnostně znovuotevřen.

## Požár 2014
Dne 3. března 2014 byl Libušín výrazně poškozen požárem. Poničena byla hlavně pravá část, v níž se nacházela umělecky nejhodnotnější jídelna. Obnova Libušína, který je jedním ze symbolů Pusteven a spolu s dalšími tamními objekty byl v roce 1995 prohlášen za národní kulturní památku, měla stát asi 80 milionů korun. Veřejná sbírka vynesla do konce roku 2014 osm milionů korun.
Při vyšetřování příčin požáru pracovala policie s nejméně třemi verzemi. Prověřovala technickou závadu, nedbalost a úmysl. Skutečnou příčinou požáru byla shledána špatně instalovaná kamna při opravě topení v roce 2008, kdy vznikla v komínové soustavě vzduchová kapsa, která nebyla odizolovaná od dřevěných stěn a trámů. Závadu nezjistili ani technici při následné revizi.

## Obnova
Zahájení rekonstrukce bylo původně plánováno na podzim 2015 a doba jejího trvání na jeden až dva roky. Vítěz výběrového řízení na dodavatele oprav byl však znám až po průtazích v dubnu 2016. Stala se jím brněnská firma Archatt, která v minulosti prováděla např. rekonstrukci brněnské vily Tugendhat nebo pražského Národního divadla, s předpokládanou cenou prací téměř 80 milionů korun. Autorem projektu byl architektonický ateliér Masák & Partner. Podle plánu bylo dřevo na stavbu pokáceno na podzim 2016 a přes zimu zpracováno. Během jarních měsíců 2017 byly součásti dřevěné konstrukce předběžně skládány v montážní hale. Libušín se v podstatě stavěl dvakrát. Jednotlivé trámy se vyrobily a složily v hale realizátora, následně pak byly složeny na stavbě jako skládačka. Celá rekonstrukce byla realizována tradičními rukodělnými řemeslnými postupy. Použity byly původní materiály a technologie. Nové trámy doplnily ty původní, kterých se podařilo zachovat asi 7 %. Nová stavba má odolávat času a výkyvům počasí mnohem lépe, než kdyby byla postavená ze strojově opracovaných trámů.
Referenčním bodem pro obnovu se stal rok 1925, kdy se dnešní památka po první světové válce zprovozňovala. Tehdy došlo k úpravám chaty Libušín a byla z pohledu dnešní funkce provozuschopná. Jako podklady pro obnovu sloužil projekt z roku 1985 a 3D model z roku 1995. Důležitým zdrojem informací byly historické fotografie z roku 1925 zachycující původní vzhled chaty. Barevnost tak Libušín obdržel na základě výzkumů původní.
Pro obnovu Libušína využila architektonická kancelář Masák & Partner metodiku Informačního modelu budovy (BIM). Byl vytvořen 3D model, který měl nezastupitelnou roli například při modelování hasicího zařízení, jeho vedení a skrytí v konstrukci.
Chata Libušín byla pro veřejnost znovu otevřena 30. července 2020, tedy po více než čtyřech letech od zahájení rekonstrukčních prací.
V roce 2021 byla "Obnova jídelny Libušín na Pustevnách po rozsáhlém požáru" vyznamenána Cenou generální ředitelky Národního památkového ústavu v soutěži Patrimonium pro futuro za rok 2020.

## Požární bezpečnost
Obnova Libušína se neobešla bez změny vytápění na tepelná čerpadla a zajištění stabilního hasicího zařízení. V nejcennější části interiéru, v jídelně, je plynový hasicí systém. Jde o velmi náročné a zároveň unikátní řešení, které se používá u muzejních archivů a expozic s archiváliemi, kde nelze hasit vodou nebo pěnou. Inertní plyn vpuštěný do místnosti sníží procento kyslíku, a tím zamezí hoření. Vodní systém je i ve střešním plášti šindelové střechy pro postřik fasád a povrchu střech. Aby obvodový plášť roubenky správně těsnil a byl nepropustný, byla vnitřní strana obvodové konstrukce opatřena mezivrstvou speciální fólie, moderní parozábranou. Celá budova je také vybavena požárními čidly a hlasovým hlášením.

## Znovuotevření
Slavnostní otevření obnovené chaty proběhlo 30. července 2020 ve 12:00 za přítomnosti ministra kultury Lubomíra Zaorálka, generální ředitelky NPÚ Naděždy Goryczkové a generálního ředitele Národního muzea v přírodě Jindřicha Ondruše. Následně probíhaly komentované prohlídky.